# PR-HU 74
El PR-HU 74 es una ruta de pequeño recorrido entre el final del Somontano de Barbastro y la Ribagorza, provincia de Huesca, Aragón, España. Empieza en Artasona y acaba en la urbanización Lago de Barasona.
El recorrido total son 6,8 km, en torno entre los valles del Cinca y del Ésera. Las altitudes durante el recorrido oscilan entre los 420 m s. n. m. en Artasona y los 690 en el paso de la Sierra.
En su transcurso atraviesa el yacimiento arqueológico de Labitolosa.
| Municipios          | Localidades                   | Localidades                   |
| ------------------- | ----------------------------- | ----------------------------- |
| El Grado            | Artasona                      | Artasona                      |
| La Puebla de Castro | Urbanización Lago de Barasona | Urbanización Lago de Barasona |